# Drakar och Demoner Monster
Drakar och Demoner Monster, "Monsterboxen", var ett tillbehör till rollspelet Drakar och Demoner, utgivet 1990 av Äventyrsspel. Monsterboxen omfattade fyra böcker, Kampanj, De humanoida varelserna, Kaos och Legendariska varelser samt en "skräcktabell" till de nya reglerna för skrämmande upplevelser.
Drakar och Demoner Monster var anpassat för den kommande upplagan av Drakar och Demoner (1991 års upplaga) och ersatte de tidigare Monsterboken och Monsterboken II.